# Bệnh viện Hữu nghị Khmer – Xô
Bệnh viện Hữu nghị Khmer – Xô (KSFH; tiếng Khmer: មន្ទីរពេទ្យមិត្តភាពខ្មែរ-សូវៀត, Môntirpéty Mĭttâphéap Khmêr-Soviĕt, tiếng Nga: Больница кхмерско-советской дружбы), còn gọi là Bệnh viện Liên Xô hoặc Bệnh viện Preah Sihanouk, là bệnh viện công tọa lạc tại số 271 Đại lộ Youtheapol Khemarak Phumin, Phnôm Pênh, Campuchia. Bệnh viện này chính thức hoạt động từ tháng 5 năm 1960 và nằm dưới quyền quản lý của Bộ Y tế cho tới nay. Hiện tại, đây được xem là cơ sở y tế lớn nhất cả nước và là trung tâm đào tạo thực hành của nhân viên y tế quốc gia.

## Lịch sử
Mùa hè năm 1956, lãnh đạo Vương quốc Campuchia đương thời là Hoàng thân Norodom Sihanouk có chuyến thăm chính thức Liên Xô. Tại cuộc hội đàm với nguyên thủ quốc gia Campuchia, Sihanouk đã đề xuất xây dựng một bệnh viện hiện đại ở Campuchia được trang bị đầy đủ các trang thiết bị cần thiết. Việc xây dựng do các chuyên gia Campuchia và Liên Xô đảm nhận, riêng phần lắp đặt trang thiết bị y tế đều được thực hiện tại nhà máy EMA và Mosrentgen ở Moskva. Đây chính là món quà hữu nghị mà Liên Xô dành tặng cho Vương quốc Campuchia trong thời kỳ Chiến tranh Lạnh.
Bệnh viện mới chính thức khánh thành vào ngày 29 tháng 8 năm 1960, đích thân Sihanouk đã tới đây trao giải thưởng cho nhóm chuyên gia xây dựng Campuchia và Liên Xô.
Sau khi Khmer Đỏ lên nắm quyền vào năm 1975 đã cho đổi tên bệnh viện này thành Bệnh viện 17 tháng 4. Sau năm 1979 mới lấy lại tên gọi cũ. Từ năm 1993 nó lại được đổi tên thành Bệnh viện Preah Sihanouk. Mãi đến năm 2005 thì đổi lại tên gọi như trước đây.